# Ostrov u Bezdružic
Ostrov u Bezdružic är en ort i Tjeckien.   Den ligger i regionen Plzeň, i den västra delen av landet, 100 km väster om huvudstaden Prag. Ostrov u Bezdružic ligger 510 meter över havet och antalet invånare är 201.
Terrängen runt Ostrov u Bezdružic är huvudsakligen platt, men åt nordväst är den kuperad. Runt Ostrov u Bezdružic är det glesbefolkat, med 16 invånare per kvadratkilometer. Närmaste större samhälle är Stříbro, 16,4 km söder om Ostrov u Bezdružic. I omgivningarna runt Ostrov u Bezdružic växer i huvudsak blandskog.